# Павловская (Сюмское сельское поселение)
Павловская — деревня в Шенкурском районе Архангельской области. Входит в состав муниципального образования «Сюмское».

## География
Деревня расположена в южной части Архангельской области, в таёжной зоне, в пределах северной части Русской равнины, в 67 километрах на северо-запад от города Шенкурска, на левом берегу реки Неленга, притока Ваги. Ближайшие населённые пункты: на востоке деревни Пентюгинская.
Часовой пояс
Павловская, как и вся Архангельская область, находится в часовой зоне МСК (московское время). Смещение применяемого времени относительно UTC составляет +3:00.

## Население
| 2002 | 2010 | 2012 |
| ---- | ---- | ---- |
| 4    | ↘1   | →1   |

## История
В деревне в 1871 году была построена деревянная церковь, освящённая в честь великомученицы Параскевы. Была приписана к Усть-Сюмскому приходу, до настоящего времени не сохранилась.
Указана в «Списке населённых мест Архангельской губернии к 1905 году» деревня Павловская (Часовенская), которая насчитывает 8 дворов, 41 мужчину и 40 женщин. В административном отношении деревня входила в состав Устьсюмского сельского общества Предтеченской волости Шенкурского уезда.
1 января 1908 году деревня оказалась в составе новой Устьсюмской волости, которая выделилась из Предтеченской. На 1 мая 1922 года в поселении 11 дворов, 28 мужчин и 42 женщины.